# Alexander Curt Brade
Alexander Curt Brade (1881, Forst, Silésia - 1971) foi um botânico alemão . Estudou as orquídeas e samambaias do Brasil e da Costa Rica.
Glorificado no Brasil, realizou importante e pioneira série de coletas da flora da Costa Rica, em conjunto con seu irmão Alfred, que possuía uma empresa de horticultura na Europa. Chegaram a Porto Limón em fevereiro de 1908, onde estiveram até agosto de 1910. 
Em 1910 chegou ao Brasil, em 1928 passou a trabalhar no Museu Nacional e mais tarde no Jardim Botânico do Rio de Janeiro, depois de aposentado mudou-se para São Paulo. Publicou muitos trabalhos em conjunto com Guido Pabst e Campos Porto, com quem estabeleceu os seguintes gêneros de Orchidaceae:
| - Duckeella - Pseudolaelia - Pygmaeorchis | - Pleurothallopsis - Thysanoglossa - Anemia espiritosantensis |

## Algumas publicações
- Brade, AC. "Herbarium Costaricense"

## Homenagens
- A espécie Zygostates bradei (Schltr.) Garay 1967.
- O Herbário Bradeanum recebeu seu nome.